# Битва під Чудновом
Би́тва під Чу́дновом відбулася 27 вересня—2 листопада 1660 року під час російсько-польської війни 1654-67 років. Московське військо під проводом воєводи Василія Шереметєва капітулювало перед польським військом, тоді як їх союзники — козаки Юрія Хмельницького уклали нову угоду з Річчю Посполитою.

## Вступ
Переяславські статті (1659) року не витворили приязних відносин між козацьким урядом і Москвою, не вирішили українського питання. Для того, щоб анулювати Гадяцький договір й опанувати правобережну Україну, треба було витримати нову війну з Польщею, яка спиралася на сильну українську партію на правому березі Дніпра. Кампанія відбулася 1660 року.

## Початок воєнних дій
Січень 1660 — виправа польських військ зазнала невдачі під Могилевом; Річ Посполита не залишила планів відвоювати Україну. Уклавши в травні мирний договір із Швецією та заручившись підтримкою Криму, польський уряд зірвав переговори з Московією і розпочав підготовку до нового наступу на теренах Білорусі й України. Польща забирала військо із шведського фронту, де сталося замирення в Оливі, виставила дуже добру 32 000 армію під проводом коронного гетьмана Станіслава «Ревери» Потоцького; але душею кампанії став маршалок коронний, польний гетьман, обдарований полководець Єжи-Себастьян Любомирський, бо коронний гетьман «Ревера» був настільки хворим, що не міг сидіти на коні і його носили на ношах. З польською армією йшов і колишній гетьман України Іван Виговський зі своїми прихильниками, маючи своє 2-тисячне відділення. На поміч польській армії прийшла з Криму 30-тисячна орда.
Московський уряд вислав 20-тисячну, дуже добре озброєну й вимуштровану чужоземними офіцерами армію під проводом Василія Шереметєва. До неї був долучений 20 000 український корпус Тимоша Цецюри. Призначений головнокомандувачем московсько-української армії київський воєвода Шереметєв на скликаній 17 липня на околиці Василькова за участі гетьмана і старшини військовій раді запропонував ризикований план кампанії: московити разом із лівобережними козацькими полками під проводом наказного гетьмана Цецюри виступити проти поляків, а Юрію Хмельницькому з правобережними полками залишитися для боротьби з татарами, щоб не допустити їх об'єднання з поляками. Впадає в око територіальний принцип розподілу української армії, що свідчить про існування незлагоди між старшинами обох частин козацької України та і недовіри московського командування до правобережного козацтва.
Сполучені сили рушили з Києва на Волинь, а по дорозі мав прилучитися до них гетьман Юрій Хмельницький із 30 000 військом. Нерадо йшов молодий гетьман у похід і не поспішав: гордий московський боярин ставився до нього зневажливо, та й взагалі між українським головним штабом і московським не було взаємної довіри. Затримка походу й нескоординованість дій обох частин армії відразу ж поставили на межу зриву долю всієї кампанії.

## Блокада московського війська

Мапа української кампанії 1660 року

Вирушивши наприкінці серпня з-під Тернополя, польське військо пройшло повз Авратин і 6 вересня зупинилося під Старокостянтиновом, де об'єдналося з Кримською ордою нурадин-султана.
Шереметєв, маючи під своїм проводом близько 15-19 тис. московитів і 20 тис. козаків, дійшов до містечка Любара і тут, зовсім несподівано для себе, наткнувся на великі ворожі сили. У ході битви під Любаром він був оточений на дуже незручній для себе позиції й після кількаденних боїв мусив відступити назад, увесь час витримуючи ворожі атаки. Він став 27 вересня під містечком Чудновом і знову був із усіх боків оточений. Всі надії були тепер на поміч Юрія Хмельницького.
Отаборившись у важкодоступному місці (між пагорбами й болотами), московити й козаки попри взаємні підозри успішно відбивали наступи поляків, сподіваючись на допомогу 20-тисячного війська Ю. Хмельницького. Справді, стрімка атака загонів гетьмана на майже незахищені ворожі позиції могла б увінчатися успіхом, якби не його нерішучість (гаяв час на очікування підходу московських полків Григорія Ромодановського, котрий, у свою чергу, чекав відповідної вказівки з Москви) та небажання більшості старшини воювати за московські інтереси. Тільки на початку жовтня козацька армія, пройшовши Бердичів, прибула під Слободище (містилося за 20 км на схід від Чуднова). І все ж звістка про її появу під Бердичевом спричинила переполох серед поляків. На думку анонімного автора «Новин з-під Чуднова» від 7 жовтня, якби протягом кількох наступних днів гетьман продовжив похід, польське військо розпочало б утечу до Львова.

## Бої під Слободищем

Битва під Слободищем

Єжи Любомирський, залишивши половину війська тримати Шереметєва й Цецюру в облозі, з другого боку скорим маршем рушив на Хмельницького і вдарив на нього під Слободищами. Перед світанком 7 жовтня 9 тис. добірних вершників, 500 драгунів, 1200 піхотинців та 10 гармат Є. Любомирського, а також 20 тис. татар нурадин-султана виступили проти українців. Їхній табір розташувався у вигідному місці на пагорбі й прикривався з лівого боку болотом, з правого — долиною, позаду — лісом. Навколо табору було вирито шанці й пороблено завали із зрубаних дерев. Наблизившись до нього, польний гетьман у центрі розташував німецьку й польську піхоту та драгунів, а на флангах — кінноту. Сам вирішив командувати правим крилом, керування лівим доручив Яну Собеському. Основні сили татар мали атакувати українців з тилу. Першими в наступ пішли підрозділи драгунів і піхоти, яких зустрів вогонь 20 гармат. Зазнавши відчутних втрат, нападники змістили напрям удару. Віднайшовши неукріплене окопами місце (його захищали тільки вози), вони зламали спротив козаків й увірвалися до табору. Значна частина козаків у паніці розпочала втечу до лісу, а решта, очолювана Іваном Богуном, Григорієм Гуляницьким, Тимошем Носачем, Петром Дорошенком та іншими полковниками, відчайдушно захищалася, даючи, за словами В. Коховського, густого вогню з самопалів, випадаючи з-за возів косами й сокирами відрубували коням ноги", Впевнені в тому, що перемогу вже здобуто, чимало поляків кинулися по здобич до наметів. Тим часом із лісу з'явилися татари, котрі напали на втікачів. Останні, прийшовши до тями, розвернулися й стрімко помчали в щойно залишений табір. Цей вимушений маневр став переломним. Увірвавшись до табору, козаки блискавично зайняли окопи й вал, вийшли в тил жовнірам і завдали потужного удару. Захоплені зненацька, ті розпочали панічну втечу. Вибивши їх до решти з табору, українці, розвиваючи успіх, обрушилися на польську кінноту, що саме в цей час підійшла до нього з обох боків, відкинули її. Є. Любомирський не хотів повірити в те, що перемога вислизнула з його рук, тому провів ще два потужні приступи табору, але безуспішно. Великі втрати (лише поляків було вбито й поранено близько 1 тис. осіб) змусили його відмовитися від свого наміру.
Патрик Ґордон, що тоді перебував на польській службі, так писав про цю битву у своєму щоденнику:

«Кінні полки, що далеко зайшли по обидва боки від табору, стояли міцно і опинилися у великій скруті, особливо лейб-гвардія гетьмана з копійників під командою Сокольницького та його рейтарський полк під командою барона де Едта. Потрапивши в тіснину між табором і драговиною, вони утримували вельми невигідну позицію на схилі пагорба навіть після того, як піхота була вибита з табору. Нарешті під натиском всіх козачих сил вони були загнані в болото, де багатьом довелося зіскочити з коней і рятуватися пішки. Було безліч поранених і вбитих, серед яких полковник барон де Едт, ротмістри Маутнер, Фелькерзам, Деброн (обоє (останніх) отримали смертельні рани) і багато інших з того ж полку. Лейтенант Сокольницький ледве врятувався пішки. Корнет Хинек з тієї ж роти гусар, або копійщиків, втративши прапор, потрапив у полон, а підполковник Ланський був поранений стрілою».

Становище українського війська було далеко не безнадійним, оскільки польний гетьман не мав ні сил, ні можливостей (московські-козацькі полки під Чудновом могли будь-коли розпочати прорив) тримати його в облозі. Інше питання, що група впливових старшин (Тиміш Носач, Павло Тетеря, Григорій Лісницький та інші) явно схилялася до порозуміння з поляками, а приголомшений бурхливим розвитком подій юний гетьман розгубився й самоусунувся від виконання своїх обов'язків (окремі джерела навіть стверджують, що він начебто дав обітницю стати ченцем). Рада ухвалила розпочати переговори з нурадинсултаном, запропонувавши йому за велику суму грошей залишити поляків. Останній відмовився, хоча й погодився виступити посередником для досягнення українсько-польського замирення. За даними В. Коховського, козацьке посольство зустрічалося з Є. Любомирським. Під час цієї зустрічі Петро Дорошенко застеріг польського головнокомандувача:

«…коли продовжуватимете наступати, то маємо шаблі при боці, самопали в руках».

Найвірогідніше, вдалося лише досягти згоди про продовження переговорів.
11 жовтня Є. Любомирський із польськими підрозділами й частиною татар повернувся під Чуднів. Українське командування отримало можливість перейти в наступ. Певно, серед старшин далі точилася вперта боротьба прихильників-противників перемир'я з Польщею, тому що остаточне рішення прийняти не вдалося. Якби 14 жовтня козаки вдарили на поляків, здійснюваний В.Шереметєвим, Т.Цецюрою прорив, безумовно завершився б успіхом.
Маємо щире зізнання польського анонімного автора «Щоденника війни з Шереметом…», що Ю. Хмельницький зміг би прорватися до Шеремета, коли б хотів, бо в нас вже в тій битві (14 жовтня з обложеними — авт.) дуже поріділи лави корогв, артилерія також була у важкому становищі, коней під гарматами не було…

## Укладення Слободищенської угоди
Однак українське військо залишилося під Слободищем. Отримавши звістку про невдачу В. Шереметєва, старшина 15 жовтня надіслала до «Ревери» посольство, яке 17 жовтня погодилося на укладення угоди. Тут же на полі бою 17 жовтня під с. Слободищем гетьман підписав мирну козацько-польську угоду (Слободищенський трактат), яка в головних рисах повторила Гадяцьку, але вже без згадки про окреме «Велике Князівство Руське» (польська сторона вилучила навіть згадку про можливість її перетворення в державу). Інші статті передбачали розрив договору з Московією, надання двох полків на допомогу полякам для звільнення українських міст від московських залог, унеможливлення козацьких нападів на порубіжні кримські міста та інше. Прибувши до польського табору, гетьман присягнув на умовах Чуднівського договору й за наполяганням С. Потоцького та Є. Любомирського дозволив польським підрозділам розташуватися на зимовий постій в українських селах, містах. Слід відзначити той факт, що Ю. Хмельницький не хотів повернення в підданство короля. У листі до дядька, переяславського полковника Якима Сомка, він зазначав, що присягав з примусу, тому що задніпровські полковники і сотники хотіли його вбити за те, що він з поляками не мириться.

## Капітуляція Шереметєва
Унаслідок лютого голоду, холоду й укладення українсько-польського договору становище обложених військ Шереметєва стало катастрофічним. 21 жовтня на бік Ю. Хмельницького перейшов Т. Цецюра з кількома козацькими полками. В. Шереметєв 25 жовтня розпочав переговори, що завершилися 2 листопада капітуляцією. Однак польське командування порушило її умови, дозволивши татарам напасти 4 листопада на обеззброєне московське військо й захопити більшість його вояків до полону. Воно ж видало татарам В. Шереметєва.

## Наслідки
Політичні наслідки Чуднівської кампанії виявилися для козацької України несприятливими, бо умови Чуднівського договору й згода на розташування на постій в українських містах і селах польських жовнірів приховували в собі загрозу нового спалаху громадянської війни.

## У мистецтві
Авторський погляд на битву зображений в художній книзі українського письменника Богдана Пташника "Юрій Хмельницький. Чуднівська битва".